# Morrisville (Missouri)
Morrisville ist eine Town im Polk County, das im US-amerikanischen Bundesstaat Missouri liegt. Das U.S. Census Bureau hat bei der Volkszählung 2020 eine Einwohnerzahl von 376 ermittelt.

## Geografie
Morrisville liegt auf 37°28'51" nördlicher Breite und 93°25'38" westlicher Länge. Die Stadt erstreckt sich über 0,8 km², die ausschließlich aus Landfläche bestehen.

## Demografische Daten
Bei der Volkszählung im Jahre 2000 wurde eine Einwohnerzahl von 344 ermittelt. Diese verteilten sich auf 130 Haushalte. Die Bevölkerungsdichte lag bei 428,4/km². Es gab 137 Gebäude, was einer Bebauungsdichte von 170,6/km² entspricht.
Die Bevölkerung bestand im Jahre 2000 aus 98,84 % Weißen und 0,29 % Indigenen Amerikanern. 0,87 % gaben an, von mehreren Gruppen abzustammen. 2,03 % der Bevölkerung bestand aus Hispanics.
29,9 % waren unter 18 Jahren, 8,1 % zwischen 18 und 24, 29,4 % von 25 bis 44, 17,2 % von 45 bis 64 und 15,4 % 65 und älter. Das durchschnittliche Alter lag bei 36 Jahren. Auf 100 Frauen kamen statistisch 96,6 Männer, bei den über 18-Jährigen 89,8.
Das durchschnittliche Einkommen pro Haushalt betrug $23.906, das durchschnittliche Familieneinkommen $30.357. Das Einkommen der Männer lag durchschnittlich bei $22.813, das der Frauen bei $20.556. Das Pro-Kopf-Einkommen belief sich auf $11.440. Rund 16,3 % der Familien und 27,9 % der Gesamtbevölkerung lagen mit ihrem Einkommen unter der Armutsgrenze.

## Söhne und Töchter der Stadt
- Wynn Stewart (1934–1985), Country-Sänger und Songwriter